# Neutrinoloser doppelter Betazerfall
Der neutrinolose doppelte Betazerfall ist ein hypothetischer radioaktiver Zerfallsprozess. Als Kurzsymbol wird er mit 0νββ bezeichnet. Er würde nachweisen, dass Neutrinos Majorana-Fermionen und damit ihre eigenen Antiteilchen sind. Er würde die Leptonenzahlerhaltung verletzen. Seine Beobachtung könnte Aufschluss über die absoluten Neutrinomassen und ihre Massenhierarchie geben.
Um einen neutrinolosen doppelten Betazerfall nachzuweisen, sind eine Reihe von Experimenten im Gang. Bis heute (2020) wurde der Prozess nicht beobachtet.

## Historische Entwicklung der theoretischen Diskussion

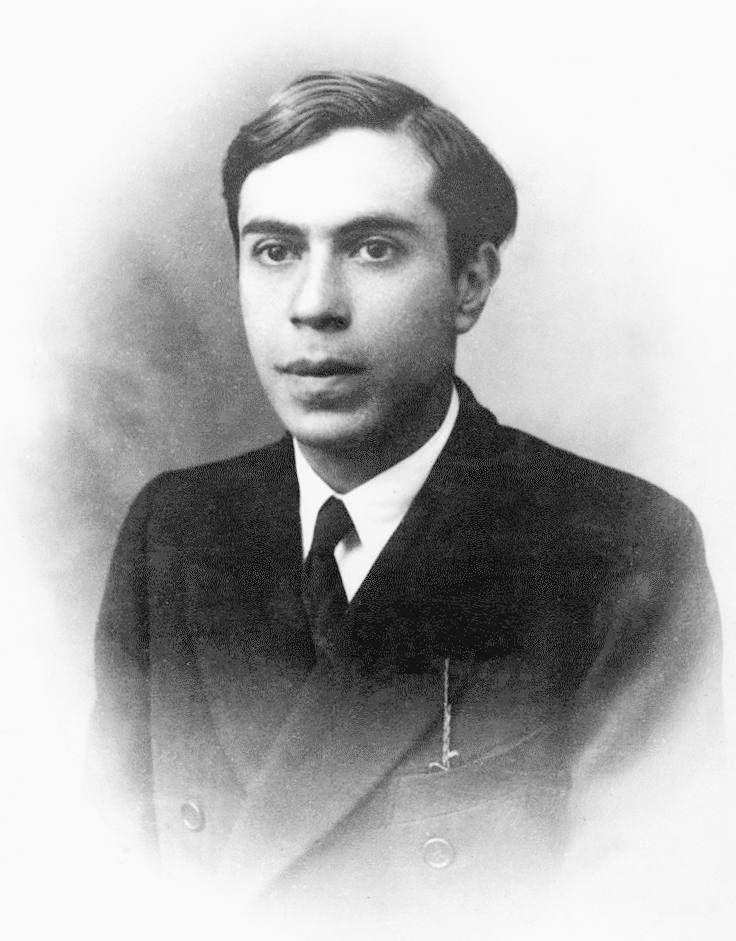
Ettore Majorana, der als erster die Idee einführte, dass Teilchen und Antiteilchen identisch sein können.

Der italienische Physiker Ettore Majorana hatte 1937 das Konzept eingeführt, dass eine Teilchenart ihr eigenes Antiteilchen sein könnte. Solche Teilchen wurden später nach ihm als Majorana-Teilchen bezeichnet.
Bereits 1939 äußerte Wendell Hinkle Furry die Idee der Majorana-Natur des mit Betazerfällen auftretenden Neutrinos. Seitdem wurde diese Möglichkeit, die Natur von Neutrinos zu untersuchen, beachtet:

„[T]he 0ν mode [...] which violates the lepton number and has been recognized since a long time as a powerful tool to test neutrino properties.“

## Physikalische Beschreibung

### Doppelter Betazerfall allgemein
Der doppelte Betazerfall ist bei bestimmten Nukliden mit gerader Protonen- und gerader Neutronenzahl („gg-Kernen“) zu erwarten, für die ein einfacher Betazerfall energetisch unmöglich ist. Es sind 35 solche Nuklide bekannt. Der doppelte Betazerfall ist an etwa 12 dieser Nuklide nachgewiesen – mit Halbwertszeiten zwischen 1019 und 1025 Jahren – und ist mit dem Standardmodell verträglich. Der sich umwandelnde Atomkern emittiert dabei zwei Elektronen (im Fall von Beta-plus-Zerfall Positronen) und zwei Elektron-Antineutrinos bzw. ‑neutrinos. Das Energiespektrum der Elektronen/Positronen ist kontinuierlich wie beim einfachen Betazerfall. Der Vorgang heißt Zwei-Neutrino-Doppel-Betazerfall, abgekürzt 2νββ.

### Neutrinoloser Doppel-Betazerfall
Der neutrinolose Doppel-Betazerfall, abgekürzt 0νββ, wäre ein weiterer Zerfallskanal der oben genannten Nuklide. Er unterscheidet sich wesentlich vom 2νββ-Zerfall, denn hier würden nur die zwei Elektronen/Positronen emittiert. Die Summe ihrer kinetischen Energien, festgelegt durch den Massenunterschied von Mutter- und Tochterkern, müsste konstant sein, also statt eines Kontinuums eine „Spektrallinie“ ergeben. Eine solche dem Kontinuum überlagerte Linie hat sich bei den bisherigen Nachweisen doppelter Betazerfälle nicht gezeigt. Daher muss dieser Prozess, falls er existiert, bei den gleichen Nukliden wie der 2νββ-Zerfall stattfinden, aber noch um Größenordnungen seltener sein.
Der neutrinolose Doppel-Betazerfall kann nur auftreten, wenn
- das Neutrino ein Majorana-Teilchen ist[10],  und
- es eine rechtshändige Komponente des schwachen Leptonstroms gibt oder das Neutrino seine Händigkeit zwischen Emission und Absorption (zwischen den beiden W-Vertices) ändern kann, was bei von Null verschiedener Neutrinomasse (bei mindestens einer der Neutrinospezies) möglich ist.[2]

Die einfachste Form dieses Zerfalls ist als leichter Neutrinoaustausch bekannt. Ein Neutrino wird von einem Nukleon emittiert und von einem anderen Nukleon absorbiert (siehe Abbildung). Im Endzustand sind nur noch der Tochterkern und zwei Elektronen übrig:
{\displaystyle \mathrm {(A,Z)} \rightarrow \mathrm {(A,Z+2)} +2\mathrm {e} ^{-}}
Die beiden Elektronen werden quasi-gleichzeitig emittiert.
Die beiden resultierenden Elektronen sind dann die einzigen emittierten Teilchen im Endzustand und müssen zusammen fast den gesamten Energiegewinn des Zerfalls als kinetische Energie tragen, da die relativ schweren Kerne keine nennenswerte kinetische Energie aufnehmen. Die Elektronen werden aufgrund der Impulserhaltung antiparallel (gegenläufig) emittiert.
Die Zerfallsrate ist
{\displaystyle \Gamma _{\beta \beta }^{0\nu }={\frac {1}{T_{\beta \beta }^{0\nu }}}=G^{0\nu }\left|{\mathcal {M}}^{0\nu }\right|^{2}\langle m_{\beta \beta }\rangle ^{2}},
wobei {\displaystyle G^{0\nu }} den Phasenraumfaktor bezeichnet, {\displaystyle \left|{\mathcal {M}}^{0\nu }\right|^{2}} das quadrierte Matrixelement dieses nuklearen Zerfallsprozesses (gemäß dem Feynmandiagramm) und {\displaystyle \langle m_{\beta \beta }\rangle ^{2}} das Quadrat der effektiven Majorana-Masse.
Die effektive Majorana-Masse kann berechnet werden durch
{\displaystyle \langle m_{\beta \beta }\rangle =\sum _{i}U_{ei}^{2}m_{i}},
wobei {\displaystyle m_{i}} die Majorana-Neutrinomassen (drei Neutrinoarten {\displaystyle \nu _{i}}) sind und {\displaystyle U_{ei}} die Einträge der Neutrino-Mischungsmatrix {\displaystyle U} (siehe PMNS-Matrix). Moderne Experimente zur Suche nach neutrinolosen doppelten Betazerfällen (siehe Abschnitt über Experimente) zielen sowohl auf den Nachweis der Majorana-Natur von Neutrinos als auch auf die Messung dieser effektiven Majorana-Masse {\displaystyle \langle m_{\beta \beta }\rangle } ab (dies kann nur geschlussfolgert werden, wenn der Zerfall tatsächlich durch die Neutrinomassen erzeugt wird).
Das Kernmatrixelement {\displaystyle \left|M^{0\nu }\right|} kann nicht unabhängig gemessen, aber berechnet werden. Die Berechnung selbst stützt sich auf verschiedene Methoden ausgefeilter nuklearer Vielteilchentheorien. Das Kernmatrixelement unterscheidet sich von Kern zu Kern. Der Bereich der mit verschiedenen Methoden erhaltenen Werte für {\displaystyle \left|M^{0\nu }\right|} stellt eine Unsicherheit dar; die erhaltenen Werte variieren um den Faktor 2 bis etwa 5. Typische Werte liegen im Bereich von etwa 0,9 bis 14, abhängig vom zerfallenden Nuklid.
Der Phasenraumfaktor {\displaystyle G^{0\nu }} hängt von der insgesamt freigesetzten kinetischen Energie {\displaystyle Q=M_{\text{Kern}}^{\text{vor}}-M_{\text{Kern}}^{\text{nach}}-2m_{\text{e}}} und der Ordnungszahl {\displaystyle Z} ab. Die Rechenmethoden hierfür basieren auf Dirac-Wellenfunktionen, endlichen Kerngrößen und Elektronenscreening. Es gibt hochpräzise Ergebnisse für {\displaystyle G^{0\nu }} für verschiedene Kerne im Bereich von etwa 0,23 (für {\displaystyle \mathrm {^{128}_{52}Te\rightarrow {}_{54}^{128}Xe} }) und 0,90 (für {\displaystyle \mathrm {^{76}_{32}Ge\rightarrow {}_{34}^{76}Se} }) bis ca. 24,14 (für {\displaystyle \mathrm {^{150}_{60}Nd\rightarrow {}_{62}^{150}Sm} }).
Ein unter bestimmten Bedingungen entdeckter neutrinoloser doppelter Betazerfall (Zerfallsrate, die mit Vorhersagen auf der Grundlage experimenteller Erkenntnisse über Neutrinomassen und ‑mischung kompatibel ist), würde „wahrscheinlich“ auf Majorana-Neutrinos als Hauptmediator (und nicht auf andere Quellen neuer Physik) hindeuten.

## Experimente und Ergebnisse
Neun verschiedene Nuklide werden für Experimente zur Bestätigung des neutrinolosen doppelten Beta-Zerfalls in Betracht gezogen: {\displaystyle \mathrm {^{48}Ca,{}^{76}Ge,{}^{82}Se,{}^{96}Zr,} } {\displaystyle \mathrm {^{100}Mo,{}^{116}Cd,{}^{130}Te,{}^{136}Xe,{}^{150}Nd} }. Kriterien für die Auswahl sind: Isotopenhäufigkeit, ggf. die Anreicherung zu angemessenen Kosten und eine gut verstandene und kontrollierte experimentelle Technik. Je höher der Q-Wert (Energiegewinn des Zerfalls), desto besser sind im Prinzip die Chancen einer Entdeckung. Der Phasenraumfaktor {\displaystyle G^{0\nu }} und damit die Zerfallsrate wächst mit {\displaystyle Q^{5}}.
Die gemessene Größe ist, wie oben erklärt, die Summe der kinetischen Energien der beiden emittierten Elektronen.
Die Tabelle zeigt eine Zusammenfassung der derzeit besten Untergrenzen für die partiellen Halbwertszeiten gegenüber 0νββ-Zerfall.
| Nuklid                              | Experiment                   | Part. Halbwertszeit {\displaystyle T_{\beta \beta }^{0\nu }} [Jahre] |
| ----------------------------------- | ---------------------------- | -------------------------------------------------------------------- |
| {\displaystyle \mathrm {^{48}Ca} }  | ELEGANT-VI                   | {\displaystyle >1{,}4\cdot 10^{22}}                                  |
| {\displaystyle \mathrm {^{76}Ge} }  | Heidelberg-Moskau-Experiment | {\displaystyle >1{,}9\cdot 10^{25}}                                  |
| {\displaystyle \mathrm {^{76}Ge} }  | GERDA                        | {\displaystyle >2{,}1\cdot 10^{25}}                                  |
| {\displaystyle \mathrm {^{82}Se} }  | NEMO-3                       | {\displaystyle >1{,}0\cdot 10^{23}}                                  |
| {\displaystyle \mathrm {^{96}Zr} }  | NEMO-3                       | {\displaystyle >9{,}2\cdot 10^{21}}                                  |
| {\displaystyle \mathrm {^{100}Mo} } | NEMO-3                       | {\displaystyle >2{,}1\cdot 10^{25}}                                  |
| {\displaystyle \mathrm {^{116}Cd} } | Solotvina                    | {\displaystyle >1{,}7\cdot 10^{23}}                                  |
| {\displaystyle \mathrm {^{130}Te} } | CUORICINO                    | {\displaystyle >2{,}8\cdot 10^{24}}                                  |
| {\displaystyle \mathrm {^{128}Te} } | CUORE                        | {\displaystyle >3{,}6\cdot 10^{24}}                                  |
| {\displaystyle \mathrm {^{130}Te} } | CUORE                        | {\displaystyle >2{,}2\cdot 10^{25}}                                  |
| {\displaystyle \mathrm {^{136}Xe} } | EXO                          | {\displaystyle >1{,}1\cdot 10^{25}}                                  |
| {\displaystyle \mathrm {^{136}Xe} } | KamLAND-Zen                  | {\displaystyle >2{,}6\cdot 10^{25}}                                  |
| {\displaystyle \mathrm {^{150}Nd} } | NEMO-3                       | {\displaystyle >2{,}1\cdot 10^{25}}                                  |
| {\displaystyle \mathrm {^{82}Se} }  | CUPID-0                      | {\displaystyle >4{,}6\cdot 10^{24}}                                  |

### Heidelberg-Moskau-Experiment
Die Forscher des Heidelberg-Moskau-Experiments (HDM) des deutschen Max-Planck-Instituts für Kernphysik und des russischen Wissenschaftszentrums Kurchatov-Institut in Moskau behaupteten, Beweise für einen neutrinolosen doppelten Betazerfall gefunden zu haben. Im Jahr 2001 kündigte die Gruppe zunächst einen Nachweis mit einer 2,2σ- bzw. 3,1σ-Evidenz (abhängig von der verwendeten Berechnungsmethode) an. Die partielle Halbwertszeit liege in der Nähe von 2e25 Jahren. Dieses Ergebnis war Gegenstand vieler Diskussionen. Bis heute hat kein anderes Experiment das Ergebnis der HDM-Gruppe bestätigt. Hingegen widersprechen die jüngsten Ergebnisse des GERDA-Experiments für die Mindest-Halbwertszeit eindeutig den Zahlen der HDM-Gruppe. Ein neutrinoloser Doppel-Beta-Zerfall wurde also noch nicht gefunden.

### Aktuell laufende Experimente
- GERDA (Germanium Detector Array):
  - Das Ergebnis der GERDA-Arbeitsgruppe mit Phase I des Detektors ist eine partielle Halbwertszeit von {\displaystyle T_{\beta \beta }^{0\nu }>2{,}1\cdot 10^{25}} Jahren (90 % KI).[15] Es werden die Zerfallsereignisse beobachtet, die in Germanium-Einkristall-Detektoren (siehe Halbleiterdetektor) selbst erfolgen; Germanium ist also Quelle und Detektor zugleich.[15] Zum Ausschluss von Myonen aus der kosmischen Strahlung und anderer Hintergrundstrahlung wird ein Antikoinzidenz-Detektor aus flüssigem Argon als Szintillator  verwendet.[15] Der Q-Wert von Germanium-76 für den doppelten Betazerfall beträgt 2039 keV, es wurde jedoch kein Überschuss an Ereignissen in dieser Region gefunden.[18]
  - In Phase II des Experiments, mit rund 36 kg Germanium, wurde 2015 mit der Datenerfassung begonnen.[18]  Bis Juli 2020 wurde weiterhin kein Überschuss bei 2039 keV gefunden und somit {\displaystyle T_{\beta \beta }^{0\nu }>5{,}3\cdot 10^{25}} Jahre (90 % KI) als neue Untergrenze festgestellt.[19]

- EXO (Enriched Xenon Observatory):
  - Das Enriched Xenon Observatory-200-Experiment verwendet Xenon sowohl als Quelle als auch als Detektor.[15] Das Experiment befindet sich in New Mexico (USA) und verwendet eine Zeitprojektionskammer (TPC) zur dreidimensionalen räumlichen und zeitlichen Auflösung der Elektronenspuren.[15] EXO-200 lieferte weniger genaue Ergebnisse als GERDA I und II mit einer partiellen Halbwertszeit von {\displaystyle T_{\beta \beta }^{0\nu }>1{,}1\cdot 10^{25}} Jahren (90 % KI).[15]

- KamLAND-Zen (Kamioka Liquid Scintillator Antineutrino Detector-Zen):
  - Das KamLAND-Zen-Experiment begann mit 13 Tonnen Xenon als Quelle (angereichert mit etwa 320 kg {\displaystyle \mathrm {^{136}Xe} }), enthalten in einem Nylonballon, den ein Außenballon mit flüssigem Szintillatormaterial von 13 m Durchmesser umgibt.[15] Ab 2011 begann die KamLAND-Zen-Phase I mit der Datenerfassung, die eine partielle Halbwertszeit für diesen  neutrinolosen doppelten Betazerfall von {\displaystyle T_{\beta \beta }^{0\nu }>1{,}9\cdot 10^{25}} Jahren (90 % KI) ergab.[15] Dieser Wert könnte durch die Kombination mit Phase-II-Daten (Datenerfassung begonnen im Dezember 2013) auf {\displaystyle T_{\beta \beta }^{0\nu }>2{,}6\cdot 10^{25}} Jahre (90 % KI) verbessert werden.[15]
  - Im August 2018 wurde die Apparatur KamLAND-Zen--800 mit 800 kg {\displaystyle \mathrm {^{136}Xe} } fertiggestellt.[20] Sie wird als das derzeit (2020) größte und empfindlichste Experiment zur Suche nach dem neutrinolosen Doppel-Beta-Zerfall bezeichnet.[20][21]

### Vorgeschlagene und zukünftige Experimente
- nEXO-Experiment:
  - Als Nachfolger von EXO-200 soll nEXO ein Experiment im Maßstab von mehreren Tonnen angereichertem Xenon, somit Teil der nächsten Generation von 0νββ-Experimenten sein.[22] Der Detektor soll eine Energieauflösung von 1 % im Bereich des Q-Werts aufweisen. Das Experiment soll nach 10 Jahren Datenerfassung eine Halbwertszeitempfindlichkeit von etwa {\displaystyle T_{\beta \beta }^{0\nu }>9{,}5\cdot 10^{27}} Jahren liefern.[22]

- NuDoubt⁺⁺-Experiment:
  - Das NuDoubt⁺⁺-Experiment zielt auf die Messung von zwei-Neutrino- und neutrinolosen positiven Doppelbetazerfällen (2β⁺/ECβ⁺) ab.[23] Es basiert auf einem neuen Detektorkonzept, das hybride und opake Szintillatoren kombiniert und mit einer neuartigen Lichtauslesetechnik vereint.[24] Die Technologie eignet sich besonders zum Nachweis von Positronensignaturen (β⁺). In seiner ersten Phase wird NuDoubt⁺⁺ mit angereichertem Kr-78-Gas unter hohem Druck betrieben. Die bisher noch nicht nachgewiesenen zwei-Neutrino positiven Doppelbetazerfallsmodi von Kr-78 werden voraussichtlich innerhalb einer Exposition von 1 Tonnenwoche gemessen.[24] NuDoubt⁺⁺ ist in der Lage, neutrinolose positive Doppelbetazerfallsmodi mit um mehrere Größenordnungen verbesserter Signifikanz im Vergleich zu den aktuellen experimentellen Grenzen zu untersuchen. Nach 1 Tonnenwoche Exposition wird eine Halbwertszeitempfindlichkeit von {\displaystyle T_{\beta +\beta +}^{0\nu }>10^{24}} Jahren (90 % KI) für Kr-78 erwartet.[24] Spätere Phasen können die Suche nach positiven Doppelbetazerfällen in Xe-124 und Cd-106 umfassen.